# Ceylan Ertem

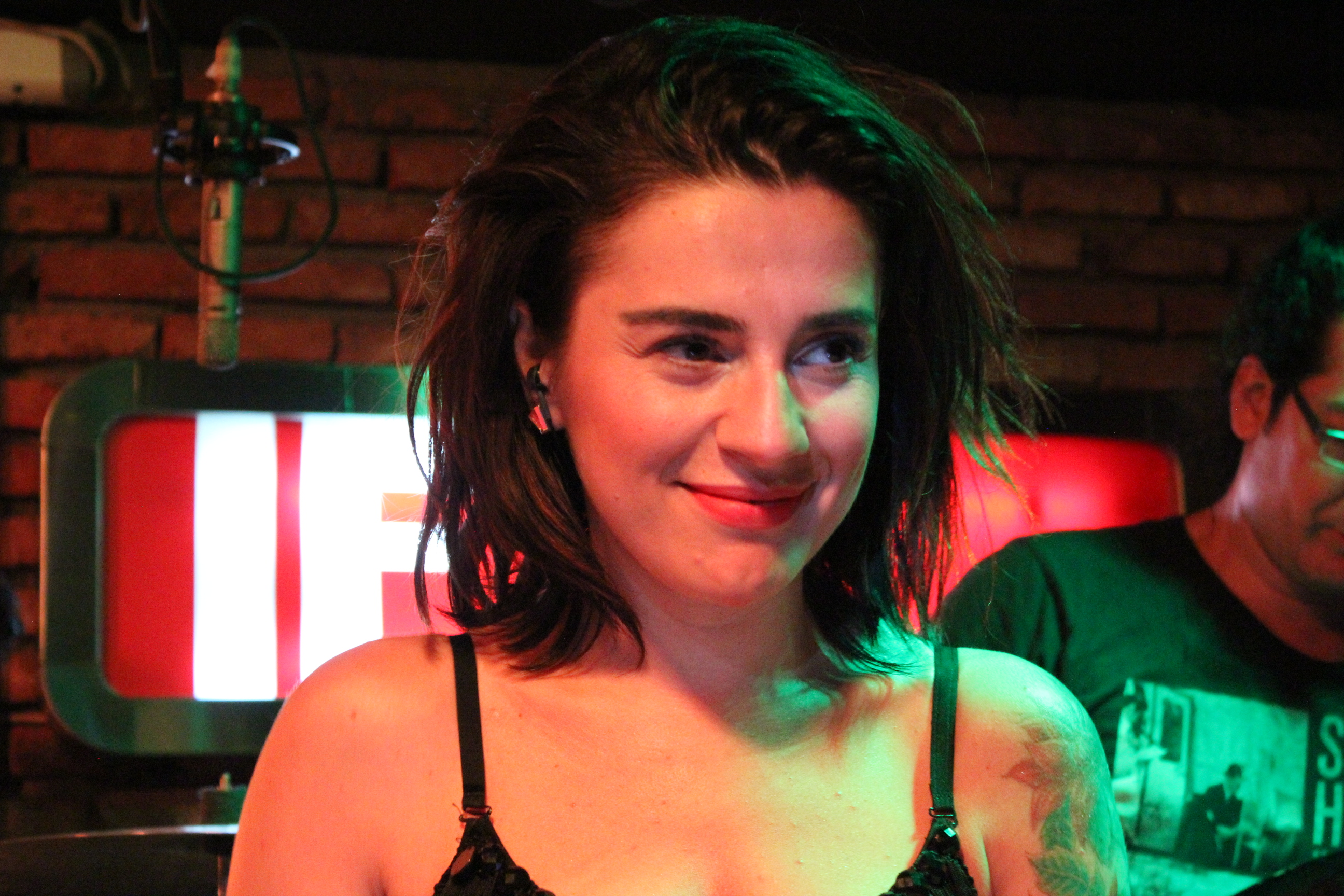
Ceylan Ertem, 2013

Ceylan Ertem (* 1. Dezember 1980 in Erenler) ist eine türkische Musikerin.

## Karriere
Von 2000 bis 2007 war sie Mitglied der Musikgruppe Anima.
Ihre Solo-Karriere begann im Jahr 2010 mit der Veröffentlichung des Albums Soluk. Seitdem hat sie viele weitere Alben herausgebracht. Zudem arbeitete sie mit anderen europäischen Bands wie United Fools aus Frankreich und Barana aus den Niederlanden.
Daneben hat Ceylan Ertem mit zahlreichen Künstlern wie Sezen Aksu, Mabel Matiz, Cem Adrian, Sıla Gençoğlu, Melike Şahin, Melek Mosso, Nükhet Duru, Haluk Levent, Mehmet Erdem, Ogün Sanlısoy oder Ernst Reijseger zusammengearbeitet.
Zu ihren bekanntesten Songs gehören Zalım, El Adamı, Uçurtma und Esmer.

## Diskografie

### Alben
- 2006: Animasal (mit Anima)
- 2010: Soluk
- 2012: Ütopyalar Güzeldir
- 2014: Amansız Gücenik
- 2015: Yuh!
- 2017: Yine De Amin
- 2018: Seni Senin Gibiler Sevsin
- 2020: Câhille Sohbeti Kestim
- 2022: Duyuyor Musun?
- 2024: Duyuyor Musun? 'Düetler' İki
- 2025: Sana Rağmen

### Kollaborationen
- 2011: Xenopolis (mit Barana)

### EPs
- 2020: Dünya Heveslisi

### Singles
| - 2006: Yagmurla Gelen (mit Anima) - 2006: El Kadar Bir Kizim (mit Anima) - 2006: Joker (mit Anima) - 2010: Gidip Dinlenmeliyim - 2012: Ütopyalar Güzeldir - 2012: Actarius (mit United Fools) - 2013: Ben Ölmeden Önce (mit Mehmet Erdem) - 2014: Kör Heves (mit Mabel Matiz) - 2014: İstanbul Kızı (mit Çiğdem Erken) - 2014: Öyle Sarhoş Olsam Ki (mit Mustafa Avkıran) - 2014: El Adamı - 2014: Bile İsteye - 2015: Uçurtma - 2015: Son Bakış - 2016: Kalbime Yağan Kar (mit Niyazi Koyuncu) - 2016: Kız Çocuğu - 2017: Esmer - 2017: Kovdum - 2017: Efsunlu Dünya - 2017: Zalım - 2017: Bu Gece Uyut Beni (mit Cem Adrian) - 2018: Hileli (mit Kolektif İstanbul) - 2018: Bugünüm Sensiz Geçti - 2018: Nafile Kelam - 2018: Peri - 2018: Gel Sevelim - 2018: Mavi Çocuklar - 2018: Aşık Oluyorum Eyvah - 2018: İlan-ı Aşk - 2018: Sokak Kızı - 2018: Bana Sor (Canlı) (mit Cihan Mürtezaoğlu) - 2018: Renklendi Kokular (mit Gürol Ağırbaş) - 2019: Sitem (mit Erol Evgin) | - 2019: Çukur Benim (mit Ozan Doğulu & Kubilay Aka) - 2020: Gönül (mit Gökhan Türkmen) - 2020: Destina (mit Nükhet Duru) - 2020: Adem Olan Anlar - 2020: Seyrüsefer (mit Melike Şahin) - 2020: Orman (mit Duygu Soylu) - 2020: Datlım Gıymatlım - 2020: Fahriye Abla - 2021: Dardayım - 2021: Çaresiz - 2021: Sis - 2021: Gönül Çalamazsan Aşkın Sazını (mit Haluk Levent) - 2021: Bekledim (mit Ogün Sanlısoy) - 2021: Karanlıkta (mit Fikri Karayel) - 2021: Kapanmıyor Yaralar (mit Coşkun Karademir) - 2021: Devran (mit Çağrı Sertel) - 2022: Benim İçin Üzülme - 2022: Rüzgar - 2022: Tükeneceğiz (mit Sıla Gençoğlu) - 2022: Beni Hatırla (mit Melek Mosso) - 2022: Odam Kireçtir Benim (mit Haluk Levent) - 2022: Gönül Çalamazsan Aşkın Sazını (mit Haluk Levent) - 2022: Başka Türlü Bir Şey (mit Haluk Levent) - 2022: O Son Kusura Bakacaktık (mit Deniz Taşar) - 2022: Şah Mat - 2022: Çarem Benim - 2023: İki Yol (mit Coşkun Karademir) - 2024: Akşam Olmadan Gel - 2024: Bizi Unutma (mit Sezen Aksu) - 2024: Sen Yağmurları Sevdiğinde - 2024: Vurulduk - 2025: Aşkla |